# Schmidheim
Schmidheim, heute eine Wüstung, war ein Ortsteil der Gemeinde Geroldsee im Oberpfälzer Landkreis Parsberg. Der historisch in Ober- und Unterschmidheim geteilte Weiler wurde mit der Gemeinde Geroldsee 1951 wegen des zu errichtenden amerikanischen Truppenübungsplatzes Hohenfels abgesiedelt.

## Geographische Lage
Die Wüstung liegt auf 500 m über NHN etwa 1,5 km nördlich der südlichen Begrenzung des Truppenübungsplatzes. Die Flur ist umschlossen vom Schützenberg (592 m über NHN) und dem Schneeberg (ca. 575 m über NHN) im Westen, dem Steinerberg (592 m über NHN) im Süden und dem Langen Striegel mit 599 m über NHN im Osten. Historisch führte eine von Parsberg kommende Straße über Oberschmidheim in nördlicher Richtung nach Unterschmidheim und weiter nach dem heutigen Markt Hohenburg.

## Geschichte
Schmidheim darf als „–heim-Ort“ einer frühen planmäßigen Besiedelung des Raumes durch das fränkische Königtum zugerechnet werden.
Der Weiler gehörte zur Herrschaft Lutzmannstein, die nach der Aussterben des Geschlechts 1268/69 an das Herzogtum Bayern fiel. In der Folgezeit gab es das wittelsbachische Amt Lutzmannstein. Im ersten Urbar dieses Amtes von circa 1285 ist „Smidheim“ mit einem Hof aufgeführt. Einen weiteren Hof besaß im 14. Jahrhundert das Kloster Kastl. Die Herrschaft Lutzmannstein wurde an Adelige verliehen; als die Erben von Friedrich Kemnather die Herrschaft 1428 an Herzog Johann von Pfalz-Neumarkt verkauften, saß auf dem Hof der Herrschaft Lutzmannstein zu Schmidheim ein Untertan namens Rubenher. Am Ende des Alten Reiches, um 1800, bestand Schmidheim aus mehreren Anwesen, die grundherrschaftlich unterschiedlichen Ämtern angehörten, die hier aneinander grenzten. Zu diesem Zeitpunkt hatten die Herrschaft Lutzmannstein, zu der drei Anwesen des Weilers gehörten, die von Gi(e)se inne. Die Kinder besuchten wie üblich die Schule am Pfarrort.
Durch das Königreich Bayern (1806) war um 1810 der Steuerdistrikt Geroldsee im Landgericht Parsberg gebildet worden. Diesem gehörten Geroldsee, Dantersdorf, Krumpenwinn und (Ober- und Unter-)Schmidheim an. Mit dem zweiten bayerischen Gemeindeedikt von 1818 wurde der Steuerdistrikt in unveränderter Zusammensetzung zur Ruralgemeinde, der jedoch 1867 noch die Einöden Hölle und Gstetterthal angeschlossen wurden. In Schmidheim wohnten
- 1836 34 Einwohner (5 Häuser),[8]
- 1871 52 Einwohner (21 Gebäude; Großviehbestand 1873: 2 Pferde, 51 Stück Rindvieh),[9]
- 1900 57 Einwohner (6 Wohngebäude),[10]
- 1925 50 Einwohner (6 Wohngebäude),[11]
- 1937 54 Einwohner (nur Katholiken),[12]
- 1950 58 Einwohner (7 Wohngebäude).[13]

Im Zuge der Bildung eines Truppenübungsplatzes für US- und NATO-Truppen wurde die Gemeinde Geroldsee mit Ausnahme des außerhalb des Truppenübungsplatzes liegenden Gemeindeteils Dantersdorf bis zum 1. Oktober 1951 geräumt und ihre Bewohner umgesiedelt; am 25. Januar 1952 beschloss die Regierung von Oberpfalz, Dantersdorf zum 25. März 1952 zur Gemeinde Velburg zu legen. Am 6. Oktober 1958 wies das Bayerische Staatsministerium des Innern an, die restlich verbliebene Gemeinde Geroldsee aufzulösen. Damit erlosch Schmidheim.

## Kirchliche Verhältnisse
Schmidheim gehörte zur katholischen Pfarrei Hörmannsdorf im Bistum Eichstätt. 1540 wurde unter Pfalz-Neuburg die Reformation, 1618 die Rekatholisierung durchgeführt. Die Glaubenswechsel mussten alle Untertanen vollziehen, so auch die Bewohner von Schmidheim. In dem größeren Unterschmidheim (1937 48 Einwohner) gab es eine Kapelle, die 1759 von dem Bauer J. Leonhard Rödl errichtet worden war. 1817 erfolgte die Weihe. 1883 wurde die nunmehrige, weiterhin in Privatbesitz befindliche Filialkapelle St. Bartholomäus erweitert und ihr Turm erhöht, in den wieder die zwei Glocken kamen, die 1758 bei Herold in Nürnberg gegossen worden waren.

## Denkmäler
Seit Auflassung des Ortes haben sich die Seitenwände der Kapelle St. Bartholomäus und der Turmunterbau erhalten und sind als Baudenkmäler unter der Nr. D-3-73-167-130 qualifiziert. Zudem sind unter der Nr. D-3-6736-0071 archäologische Befunde im Bereich der Kapellenruine in die Denkmalliste aufgenommen. Untertägig sind in der Wüstung mittelalterliche und frühneuzeitliche Befunde vorhanden, die unter der Nr. D-3-6736-0070 qualifiziert sind.